# حساء الفاصولياء
حساء الفاصولياء  (باللغة البلغارية: يسمى بوب تشوربا) وهي من احد انواع الشوربة المشهورة في بلغاريا  حيث تتكون من حبات الفاصوليا البيضاء الجافة والبصل والطماطم والتشوبريتزا او دجودزين (النعناع) والجزر. وقد يتم استبعاد استخدام الجزر غالبا بسبب الاختلافات المحلية ويتم تفضيل الفلفل الحلو او في بعض الاحيان يتم اختيار الجزر والفلفل الحلو معا، أو البطاطس أو حتى نوع من انواع اللحوم عند إعداد شوربة الفاصولياء. حيث تعتبر من ناحية تاريخ البلاد على انها شوربة تاريخية ومن الأطعمة الشائعة والاساسية في الأديرة البلغارية.